# Bones (film fra 2001)
 For alternative betydninger, se Bones. (Se også artikler, som begynder med Bones)
Bones er en horrorfilm fra 2001 instrueret af Ernest Dickerson. Den handler om en gangster, som kommer tilbage fra de døde for at hævne sig på sin morder. Snoop Dogg som filmens hovedperson Jimmy Bones.
Filmen er også en hyldest til blaxploitation-filmene i 1970'erne. Pam Grier ses i filmen som Jimmy Bones' kærlighed.

## Plot
I året 1979, bliver Jimmy Bones (Snoop Dogg) som er respekteret og elsket som nabolagets beskytter, forrådt og brutalt myrdet af en korrupt betjent og narkopusher, hvorefter at Bones' elegante, hus bliver hans grav.
22. år senere, er kvarteret blevet til en ghetto, og hans hjem er blevet forvandlet til en fordømt ruin. Fire teenagere køber ejendommen og ombygger de til en natklub. Under arbejdet finder de en sort hund, der er faktisk er den åndelige manifestation af Jimmys forpinte sjæl. Da hunden spiser, genopstår Jimmy langsomt. Patrick (Khalil Kain) møder Pearl (Pam Grier), Jimmys gamle kæreste, og hendes datter Cynthia (Bianca Lawson). Patrick ønskede at åbne en klub i området i håb om at gøre kvarteret godt igen. Mens de udforsker kælderen, finder Patrick og vennerne Jimmy Bones' krop og indser at han er blevet myrdet. Patrick og de andre, beslutter at tie om deres opdagelse, fordi de ellers ikke ville være i stand til at åbne klubben.
Senere, da Jeremiah, Patricks far (Clifton Powell), finder ud af Patrick og bandens plan om at åbne en klubben på Bones' grund, flipper han ud og forlanger at Patrick og de andre forlader bygningen. Patrick nægter og åbner natklubben. På åbningsaftenen, bliver Maurice (Sean Amsing) lokket ind på et værelse ovenpå, hvor han bliver slået ihjel af hunden. Da han genopstår, sætter Jimmy ild til klubben, hvor han er opsat på at få hævn over dem som var ansvarlige for hans død, dem som forrådte ham, og enhver der kommer for vejen for ham. Pearl og hendes nabo, føler derefter at de burde have brændt bygningen ned, for mange år siden. Pearl fortæller Cynthia at Jimmy Bones er hendes far. Patrick konfronterer hans far, og forlanger at få at vide om han myrdede Jimmy Bones for 22 siden. Hans far indrømmer, at han forrådte Jimmy Bones, for at skaffe penge til at forlade kvarteret. Desuden, var han træt af at stå i skyggen af Bones og ønskede at lave sine egne penge. Jeremiah tillod narkotika, i kvarteret så længe han blev betalt. Senere, dræber Jimmy, narkopusheren (en af hans mordere), en korrupt politibetjent ved navn Lupovich (Michael T. Weiss), og tager senere Jeremiah tilbage til bygningen. Jimmy sender Lupovich, og narkopusheren til helvede i al evighed, mens Jeremiah beder for sit liv.
Patrick, Cynthia, Bill (Merwin Mondesir), og Pearl, går under jorden for at opdage at Jimmy Bones' krop er forsvundet. Pearl, bliver senere nødt til at brænde, den jakke, som Jimmy blev begravet med, på grund af at det er blodet som holder ham i live. Mens de holder udkig efter Jimmy, går Pearl som lukker og går op. Samtidig spørger Jeremiah, hvad Jimmy vil. Han spørger Jeremiah, om han kunne give ham livet tilbage. Da Jeremiah svarer nej, sender Jimmy, ham ned til helvede. Pearl kommer ud af elevatoren og går ind i et rum, der er fyldt med stearinlys. Hun får et flashback, hvor hun ser Jimmy sætte den blodige kjole på hende. Patrick, Cynthia og Bill går op til anden sal, hvor de ser Maurices spøgelse, som leder Bill i den forkerte retning, hvilket gør at han bliver fanget og dræbt. Patrick forsøger bagefter forgæves at redde ham.
Patrick & Cynthia forsøger at finder Pearl & Jimmy. Patrick ved der er en fælde. Da Cynthia bliver lokket til Pearl & Jimmy, hører Patrick hans, fars stemme i et spejl, hvor han tigger om hjælp. Da Patrick tøver, kvæler Jeremiah ham. Patrick bruger hans kniv til at skære Jeremiahs arm, af hvorefter han forsvinder ned til helvede igen. Patrick løber efter Jimmy, som forsvinder og dukker op igen bag Patrick. Han griber fat om Patricks hals, da Cynthia bønfalder ham om at give slip. Pearl, indser hvad der er ved at ske, fortæller Jimmy, hvorefter hun tager et stearinlys og brænder kjolen. Jimmy forsøger at stoppe hende, men dør sammen med Pearl, hvilket får hele bygningen til at kollapse. Patrick og Cynthia forsøger at undslippe bygningen, før den falder sammen. De undslipper, bagefter ved at hoppe igennem elevatorskakten. Da Cynthia er ved at hvile sig, finder Patrick et gammelt foto af Jimmy & Pearl, sammen. Han hører Jimmys stemme som siger "dog eat dog, boy." Han vender sig om og ser Cynthia, med maddiker i munden. Da hun spytter den på Patrick, begynder rulleteksterne.

## Medvirkende
- Snoop Dogg som Jimmy Bones
- Pam Grier som Pearl
- Bianca Lawson som Cynthia
- Clifton Powell som Jeremiah Peet
- Khalil Kain som Patrick Peet
- Michael T. Weiss som Lupovich
- Ricky Harris som Eddie Mack
- Merwin Mondesir som Bill Peet
- Katharine Isabelle som Tia Peet
- Deezer D som Stank
- Sean Amsing som Maurice
- Ronald Selmour som Shotgun

## Soundtrack
Soundtracket til filmen blev udgivet den 9. oktober, 2001 på Doggystyle Records og Priority Records. Den toppede som nr. 39 på Billboard 200, nr. 14 på Top R&B/Hip-Hop Albums og nr. 4 på Top Soundtracks-hitlisten.

## Modtagelse

### Anmeldelser
På hjemmesiden Rotten Tomatoes gav 22% af kritikerne filmen en positiv modtagelse, baseret på 65 anmeldelser, mens den fik en modtagelse på 23% fra udvalgte "kendte" kritikere . På hjemmesiden Metacritic, som tildeler den en normaliseret bedømmelse ud af 100 anmeldelser fra mainstream kritikere, fik filmen en gennemsnits-modtagelse på 42, baseret på 21 anmeldelser.

### Billetindtægter
Filmen startede som nr. 10 i USA, efter den tjente $2,823,548 USD i 847 biografer i åbningsweekenden. Den tjente i alt $7,316,658 i USA og $1,062,195, i udlandet hvilket giver en samlet bruttoindtjening på $8,378,853, med et underskud på $7,621,147 i forhold til det samlede budget.